# Waregem Koerse
Waregem Koerse is een reeks van paardenwedrennen in de Belgische stad Waregem. De wedstrijden vinden elk jaar plaats op de dinsdag na de laatste zondag van augustus, in de Gaverbeek-hippodroom in het centrum van de stad. Op deze dag zijn er vaak 40.000 toeschouwers aanwezig.
Het hoogtepunt van de race, de Grote Steeplechase van Vlaanderen, is de grootste wedren van Vlaanderen. Het prijzengeld behoort tot de grootste van België. Net als de paardenrennen in het buitenland is Waregem Koerse ook een society-event dat elk jaar tal van ondernemers, hooggeplaatste ambtenaren en bekendheden aantrekt. Modieuze kleding en dameshoeden vormen het decoratieve element van het sportevenement. Op de markt te Waregem staat het gelijknamige beeld van de Vlaamse beeldhouwer Jan Desmarets.
De wedstrijden zijn onder andere 4 aangespannen wedstrijden; 2 steeple-chasen waarvan een de Grote Steeple-Chase van Vlaanderen, en één hordenren.

## Geschiedenis

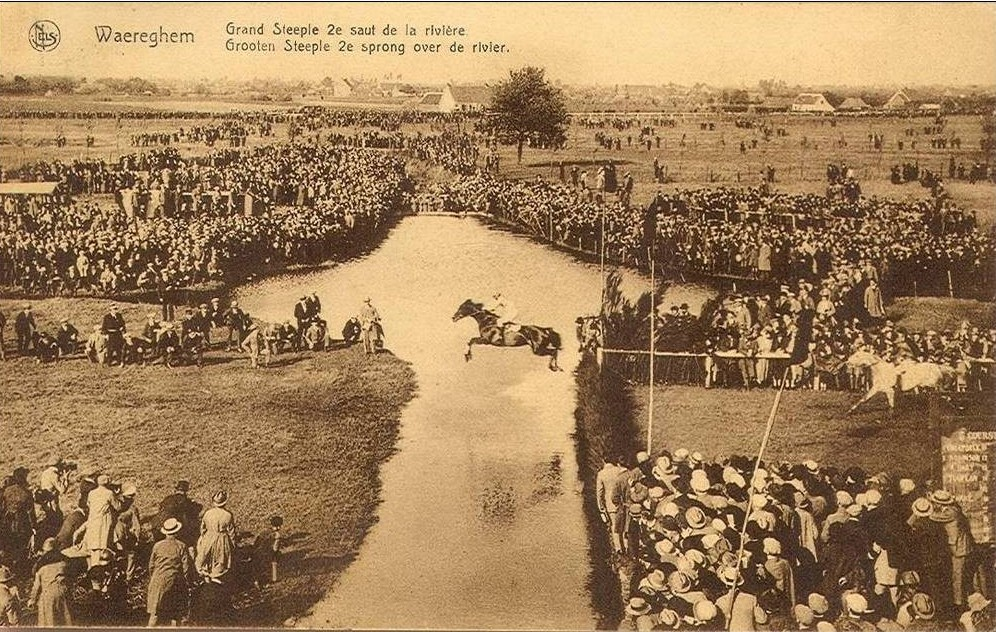
1920, de sprong over de Gaverbeek

De koerse is ontstaan uit de St Mauritius ruitersvereniging van Felix De Ruyck die aan de lokale kermis een straatrace wilde koppelen. De eerste koerse werd gehouden in 1847.
Vanaf 1849 worden deze gehouden op de dinsdag na de laatste zondag van augustus.
In 1854 aanvaardde Filips van België, tweede zoon van koning Leopold I en vader van koning Albert I, het ere-voorzitterschap. Hierdoor was deze aanwezig op de koersen vanaf 1856 en gaf dit aan het geheel een extra stimulans en enige stand.
In 1855 werden de koersen gehouden op weilanden en later kregen ze toestemming van barones de Kerkhove de Denterghem, gravin Vilain XIII, om op deze weilanden naast het Kasteel van Potegem een hippodroom te bouwen. De hippodroom werd voor het eerst in gebruik genomen in 1858.
In 1876 werd door de veearts en burgemeester Jean Bouckaert de drafrennen losgekoppeld van de galoprennen en veranderde de St Mauritius ruitervereniging in een drafvereniging. Later zou deze uitgroeien tot de Koninklijke Waregemse Koersevereniging.
Bij de galoprennen wordt er ook over hindernissen gesprongen, waarvan de Ierse Berm en de sprong over de Gaverbeek de bekendste en beruchtste hindernissen zijn. Recent werden de hindernissen aangepast om ze diervriendelijker te maken op vraag van de dierenrechtenorganisaties.
Sinds het begin van de 21ste eeuw wordt in de rand van het sportevenementen een hoedenparade en -wedstrijd georganiseerd door Willy Naessens, de "Willy Naessens Hat Trophy", gebaseerd op het society-gebeuren in Ascot.

## Waregem Koerse Feesten
De Parkies Kasteelconcerten in park Baron Casier, iedere maandag van de zomervakantie, zijn een voorbode op Waregem Koerse. De week voor Waregem Koerse staan er tal van evenementen op het programma in het centrum van Waregem: een kermisfoor, Nacht van de Humor, Waregem Koerse Music, de Kleinste Steeple, het wereldfeest Mabatobato en de jaarmarkt. De Koersefeesten worden afgesloten met een spetterend vuurwerk van zo'n 25 minuten aan de stadionvijvers, naast het Regenboogstadion.

## Veiligheid
Op Waregem Koerse worden er, naast de politie, honderden stewards ingezet om de veiligheid van de wedrennen te garanderen. Ook het Rode Kruis is paraat met zo'n 100 vrijwilligers. Het centrum van Waregem is hermetisch afgesloten, met een veiligheidsperimeter rond de Hippodroom. Deze veiligheidsmaatregelen gelden vanaf de editie 2008 en zijn gebaseerd op het Bijzonder Nood- en Interventie Plan (BNIP) van de start van de Ronde van Frankrijk op 10 juli 2007.